# Ликата
Ликата (итал. и сиц. Licata, лат. Alicata) — коммуна в Италии, располагается в регионе Сицилия, подчиняется административному центру Агридженто.
Население составляет 38 812 человек (на 2004 г.), плотность населения — 196 чел./км². Занимает площадь 178 км². Почтовый индекс — 92027. Телефонный код — 0922.
Покровителем населённого пункта считается Ангел Кармелит. Праздник ежегодно отмечается 5 мая.
На территории коммуны в Средиземное море впадает длиннейшая река Сицилии Сальсо.

## Знаменитые личности
Небесным покровителем Ликаты является известный католический святой Ангел Кармелит, убитый здесь еретиком в 1225 году.